# Fabien Barthez
Fabien Alain Barthez (Lavelanet, 1971. június 28. –) francia válogatott labdarúgókapus, aki tagja volt az 1998-as világbajnokságot és a 2000-es Európa-bajnokságot megnyerő francia válogatottnak.

## Pályafutása

### Fiatalkora
A világhírű kapus a Pireneusok lábainál fekvő Lavelanet-ben látta meg a napvilágot, 1971. június 28-án. Édesapja, Alain válogatott rögbijátékos volt, s ezáltal eleinte a kis Fabien is inkább a rögbivel kezdett először megismerkedni. A rögbi mellett szívesen teniszezett és focizott. Végül a foci mellett horgonyzott le, s tizenévesen szülővárosa csapatában kezdett el játszani, de eleinte nem kapusként, hanem középpályásként szerepelt csapatában. A serdülőcsapat edzője, Aimé Goudou felfedezte a fiatal játékosban a szunnyadó kapustehetséget, s ezentúl már kizárólag a kapuban számított rá.
1988-ban a Toulouse ifjúsági csapatába került, s innen már egyenes út vezetett a Ligue 1-be. Ez nagyban köszönhető egy híres francia edzőnek, Elie Baupnak, aki akkoriban a Toulouse utánpótláscsapatánál dolgozott. Baup figyelt fel Barthez tehetségére, és az ő segítségével került az élvonalban szereplő gárdához.

## Klubcsapataiban
1991. szeptember 21-én mutatkozott be a Toulouse felnőtt csapatában a Nancy ellen. Ebben az évben összesen 26 találkozón lépett pályára, s olyannyira jól ment neki a védés, hogy az Olympique Marseille akkori elnökének, Bernard Tapie-nak is megtetszett a játéka, s szerződést ajánlott neki, amelyet a fiatal játékos természetesen el is fogadott. Pályafutása ezután villámgyorsan ívelt felfelé: előbb bajnokságot nyert az OM-mel, melyet később visszavontak a csapattól, majd 1993-ban Basile Boli fejesének köszönhetően a francia csapat 1–0-ra legyőzte az AC Milant a Bajnokok Ligája-döntőjében. Ezzel a győzelemmel a Marseille a francia labdarúgás első nemzetközi kupagyőzelmét aratta. A következő évben az OM-t vesztegetési botrányok miatt kizárták a francia első osztályból. Ennek okán a nevesebb játékosok mindannyian távoztak a csapattól, mivel nem voltak hajlandóak a másodosztályban játszani. Barthez ennek ellenére a csapattal maradt, s ezáltal a már így is népszerű kapus a szurkolók legnagyobb kedvencévé vált. Akkoriban kezdte rendszeresen kopaszra borotválni a fejét, s lassacskán ez a szokás a hálóőr legfőbb ismertetőjegyévé vált. 1995-ben a Marseille hiába nyerte meg a bajnokságot a második vonalban, a szövetség döntése értelmében mégsem indulhatott az első osztályban. A Barthez ekkor úgy döntött, hogy távozik, mivel ahhoz, hogy a válogatottba is rendszeresen meghívót kapjon, mindenképpen egy első osztályú csapatban kell védenie.
1995-ben éppen kapóra jött neki az AS Monaco ajánlata, de nem indult jól számára a monacói kaland. Ugyanis egy doppingvizsgálaton vadkender-származékot mutattak ki szervezetében. A kapus azzal védekezett, hogy a barátaival végzett buddhista rituálék gyakorlása közben jutott a szervezetébe némi cannabis. Természetesen ezt senki sem vette komolyan, s a Francia labdarúgó-szövetség két hónapos eltiltással jutalmazta a "füstölgő játékost".
1997-es év Barthez számára számos nagy sikert hozott, mivel ismét megnyerte a bajnokságot és az UEFA-kupa elődöntőjében is védhetett, sőt az a megtiszteltetés érte, hogy a hercegségbeli csapat csapatkapitánya lett. Az elkövetkező években, bár többször volt sérült, ismét sikert sikerre halmozott a klubcsapatával és a válogatottal egyaránt.
2000. május 31-én a kapusgondokkal küszködő Manchester Unitedhez igazolt, mivel Sir Alex Ferguson benne látta a legendás Peter Schmeichel utódját. Barthez azonban nem váltotta be Ferguson hozzá fűzött reményeit, bár eleinte játékára nem volt panasz, azonban 2003 áprilisában a Real Madridtól elszenvedett BL-kudarcot a menedzser teljes mértékben kapusa nyakába varrta. Bartheznek nem maradt sok választása, s az angol kitérő után hosszas huzavona után visszatért Franciaországba.
Második OM-es karrierje nagyszerűen indult: 2004. január 3-án, a Francia Kupa Strasbourg elleni mérkőzés 11-es párbajában két lövést is hárított, míg egyet értékesített, így járulva hozzá csapata továbbjutásához. Ugyanebben az évben az UEFA-kupa döntőjében kiállíttatta magát, s ennek a kiállításnak nagy szerepe volt abban, hogy végül a Valencia örülhetett.
2005-ben a balhés hálóőr ismét bajba keveredett, ugyanis a Vidad Casablanca elleni februári edzőmérkőzésen leköpte a marokkói játékvezetőt, Abdellah el-Aszirit, amiért a Francia labdarúgó-szövetség féléves eltiltást szabott ki rá, amelynek felét felfüggesztették. Mindez azt jelentette, hogy a marseille-i hálóőrnek csupán csapata utolsó négy bajnokiját kellett kihagynia, így játszhatott a válogatott soron következő vb-selejtezőin, szeptemberben.
A 2006-os labdarúgó-világbajnokság után sok játékostársához hasonlóan ő is lemondta a válogatottságot, s bejelentette, hogy a profi futballt is abba szándékozik hagyni.
Mindeközben többször kijelentette, hogy pályafutását nevelőegyesületében, a Toulouse FC-ben fejezné be, ha adnának neki még egy lehetőséget, de a vezetőség mégsem tartott igényt a világbajnok kapusra. Végül az FC Nantes szerződést ajánlott neki, melyet elfogadott, de pár hónapnyi játék után itt is bajba keveredett. 2007 áprilisában egy Rennes ellen elszenvedett 2–0-s hazai vereség után támadta meg néhány fanatikus, amikor Barthez beszállt az autójába. Ő erre kipattant, és ütni-rúgni kezdte bírálóit, s a verekedőket végül rendőrök választották szét. Az incidens után Barthez nem kívánt tovább a Nantes színeiben játszani, s végleg szögre akasztotta a kapuskesztyűjét.

## A válogatottban
Fabien Barhez 1994. május 26-án mutatkozott be a francia válogatott kapujában egy Ausztrália elleni mérkőzésen. Barthez már tagja volt az 1996-os labdarúgó-Európa-bajnokságon szereplő csapat keretének, de akkor csak a kispadon jutott számára hely, mivel abban az időben a válogatott első számú kapusa Bernard Lama volt.
A következő világversenyen, az 1998-as labdarúgó-világbajnokságon azonban már ő védte a csapat kapuját, méghozzá annyira jól, hogy a világbajnoki címet megnyerő csapat a tornán mindössze két gólt kapott. Ezzel a teljesítménnyel bekerült a torna All-star csapatába. Ekkoriban vált híressé máig egyik legismertebb kabalájáról: a válogatott mérkőzések előtt Laurent Blanc mindig megcsókolta Barthez kopasz feje búbját. A világbajnokság után társaival együtt ő is megkapta a legnagyobb francia állami elismerést, a Francia Becsületrendet.
Remekül védett a 2000-es labdarúgó Európa-bajnokságon is, s Sepp Maier és Dino Zoff után ő lett a harmadik kapus, aki megnyert világ- és Európa-bajnoki döntőben védhetett.
A 2002-es labdarúgó-világbajnokságon és a 2004-es labdarúgó Európa-bajnokságon csapattársaival egyetemben nem tudott maradandót alkotni.
A 2006-os labdarúgó-világbajnokság előtt Raymond Domenech szövetségi kapitány sokat gondolkodott azon, hogy Barthezt vagy másik tapasztalt kapusát, Grégory Coupet-t játszassa, de végül mégis a kopasz hálóőrnek szavazott bizalmat. Barthez a tornán nem vallott szégyent, de a drámákkal teli döntőt Olaszország ellen tizenegyesekkel elveszítette a csapat. A torna után lemondta a válogatottságot, s többé nem húzta magára a válogatott címeres mezét. Mindezzel a csapat elveszített egy olyan játékost, aki több mint egy évtizedig szinte kirobbanthatatlan volt a francia válogatott kapujából.

## Díjai, sikerei
Klubokban

### Marseille
- UEFA-bajnokok ligája-Győztes: 1993

### AS Monaco
- Ligue 1- Bajnok (2): 1996–97, 1999–2000
- Francia labdarúgó-szuperkupa : 1997

### Manchester United
Premier League (2): 2000–2001, 2002–03

### Válogatottban
Franciaország
- Labdarúgó-világbajnokság:
  - Aranyérmes (1) : 1998
  - Ezüstérmes (1) : 2006
- Labdarúgó-Európa-bajnokság:
  - Aranyérmes (1) : 2000
  - Bronzérmes (1) : 1996
- Konföderációs kupa: 2003

### Egyéni Díjai
- Lev Jasin díj (Aranykesztyű) : 1998
- All Star csapat tagja: 1998
- Ligue 1 Az év kapusa: 1998
- IFFHS Világ legjobb kapusa: 2000
- 2000-es labdarúgó-Európa-bajnokság-(Torna Legjobb kapusa) : 2000
- PFA Premier League az év csapata 2000-01
- UNFP-díjak: 2011
- Dream Team 110 év OMnek: 2010[1]

## Statisztika
| Klub                   | Szezon           | League | League | Kupa | Kupa | League kupa | League kupa | Európa | Európa  | Other | Other | Összesen | Összesen |
| Klub                   | Szezon           | Mérk   | Gól    | Mérk | Gól  | Mérk        | Gól         | Mérk   | GólMérk | Gól   | Mérk  | Gól      |          |
| ---------------------- | ---------------- | ------ | ------ | ---- | ---- | ----------- | ----------- | ------ | ------- | ----- | ----- | -------- | -------- |
| Toulouse               | 1990–91          | 0      | 0      | 0    | 0    | –           | –           | –      | –       | 0     | 0     | 0        | 0        |
| Toulouse               | 1991–92          | 26     | 0      | 0    | 0    | –           | –           | –      | –       | 0     | 0     | 26       | 0        |
| Toulouse               | Összesen         | 26     | 0      | 0    | 0    | –           | –           | –      | –       | 0     | 0     | 26       | 0        |
| Marseille              | 1992–93          | 30     | 0      | 0    | 0    | –           | –           | 10     | 0       | 0     | 0     | 40       | 0        |
| Marseille              | 1993–94          | 37     | 0      | 1    | 0    | –           | –           | 4      | 0       | 0     | 0     | 42       | 0        |
| Marseille              | 1994–95          | 39     | 0      | 0    | 0    | –           | –           | –      | –       | 0     | 0     | 39       | 0        |
| Marseille              | Összesen         | 106    | 0      | 1    | 0    | –           | –           | 14     | 0       | 0     | 0     | 121      | 0        |
| Monaco                 | 1995–96          | 21     | 0      | 1    | 0    | –           | –           | –      | –       | 0     | 0     | 22       | 0        |
| Monaco                 | 1996–97          | 36     | 0      | 6    | 0    | –           | –           | –      | –       | 0     | 0     | 42       | 0        |
| Monaco                 | 1997–98          | 30     | 0      | 12   | 0    | –           | –           | 10     | 0       | 0     | 0     | 52       | 0        |
| Monaco                 | 1998–99          | 32     | 0      | 6    | 0    | –           | –           | -      | -       | 0     | 0     | 38       | 0        |
| Monaco                 | 1999–2000        | 24     | 0      | 12   | 0    | –           | –           | -      | -       | 0     | 0     | 36       | 0        |
| Monaco                 | Összesen         | 143    | 0      | 37   | 0    | –           | –           | 10     | 0       | 0     | 0     | 190      | 0        |
| Manchester United      | 2000–01          | 30     | 0      | 1    | 0    | 0           | 0           | 12     | 0       | 1     | 0     | 44       | 0        |
| Manchester United      | 2001–02          | 32     | 0      | 1    | 0    | 0           | 0           | 15     | 0       | 1     | 0     | 49       | 0        |
| Manchester United      | 2002–03          | 30     | 0      | 2    | 0    | 4           | 0           | 10     | 0       | 0     | 0     | 46       | 0        |
| Manchester United      | 2003–04          | 0      | 0      | 0    | 0    | 0           | 0           | 0      | 0       | 0     | 0     | 0        | 0        |
| Manchester United      | Összesen         | 92     | 0      | 4    | 0    | 4           | 0           | 37     | 0       | 2     | 0     | 139      | 0        |
| Marseille (kölcsönben) | 2003–04          | 20     | 0      | 11   | 0    | –           | –           | –      | –       | 0     | 0     | 31       | 0        |
| Marseille              | 2004–05          | 30     | 0      | 5    | 0    | –           | –           | –      | –       | 0     | 0     | 35       | 0        |
| Marseille              | 2005–06          | 24     | 0      | 12   | 0    | –           | –           | –      | –       | 0     | 0     | 36       | 0        |
| Marseille              | Összesen         | 74     | 0      | 28   | 0    | –           | –           | –      | –       | 0     | 0     | 102      | 0        |
| Nantes                 | 2006–07          | 16     | 0      | 0    | 0    | –           | –           | –      | –       | 0     | 0     | 16       | 0        |
| Nantes                 | Összesen         | 14     | 0      | 0    | 0    | –           | –           | –      | –       | 0     | 0     | 14       | 0        |
| Karrier Összesen       | Karrier Összesen | 455    | 0      | 70   | 0    | 4           | 0           | 61     | 0       | 2     | 0     | 592      | 0        |

| Franciaország | Franciaország | Franciaország |
| Év            | Mérk          | Goals         |
| ------------- | ------------- | ------------- |
| 1994          | 1             | 0             |
| 1995          | 1             | 0             |
| 1996          | 2             | 0             |
| 1997          | 5             | 0             |
| 1998          | 12            | 0             |
| 1999          | 8             | 0             |
| 2000          | 10            | 0             |
| 2001          | 5             | 0             |
| 2002          | 9             | 0             |
| 2003          | 9             | 0             |
| 2004          | 10            | 0             |
| 2005          | 3             | 0             |
| 2006          | 11            | 0             |
| Összesen      | 86            | 0             |

## Magánélete
Fabien Barthez 1998 után leginkább arról volt híres, hogy egy nála hat évvel idősebb kanadai sztármanökennel, Linda Evangelistával járt két évig, s a kapcsolatnak állítólag 2000 őszén azért lett vége, mert a hölgy azt mondta, hogy nem akar Barthez manchesteri háziasszonya lenni.
A kapus azóta már két kisfiú boldog édesapja, akik közül Lenny 2003-ban, míg Aldo 2007-ben látta meg a napvilágot. Barthez szabadidejében szívesen hódol egyik legnagyobb szenvedélyének, hogy delfinekkel úszkáljon, s továbbá érdemes megjegyezni, hogy a francia futball egyetlen olyan tagja, aki láncdohányos.